# Museu da Imprensa (Brasil)

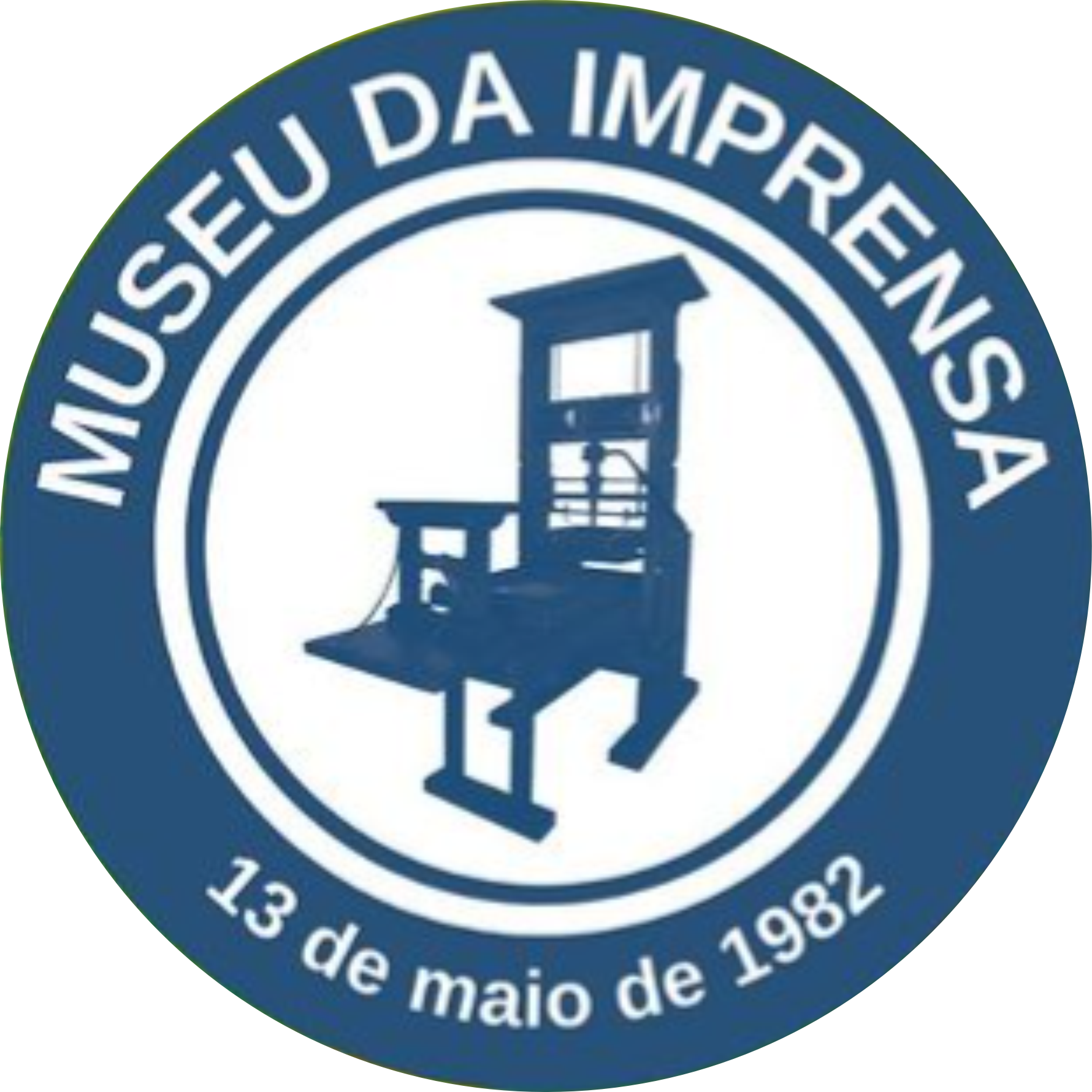
Selo.

O Museu da Imprensa é um museu que pertence ao governo brasileiro, vinculado à Casa Civil da Presidência da República. Fica localizado no Setor de Indústrias Gráficas (SIG) em Brasília. Ele é considerado o oitavo museu mais importante do mundo no gênero, por concentrar mais de 600 peças e documentos históricos raros.

## História

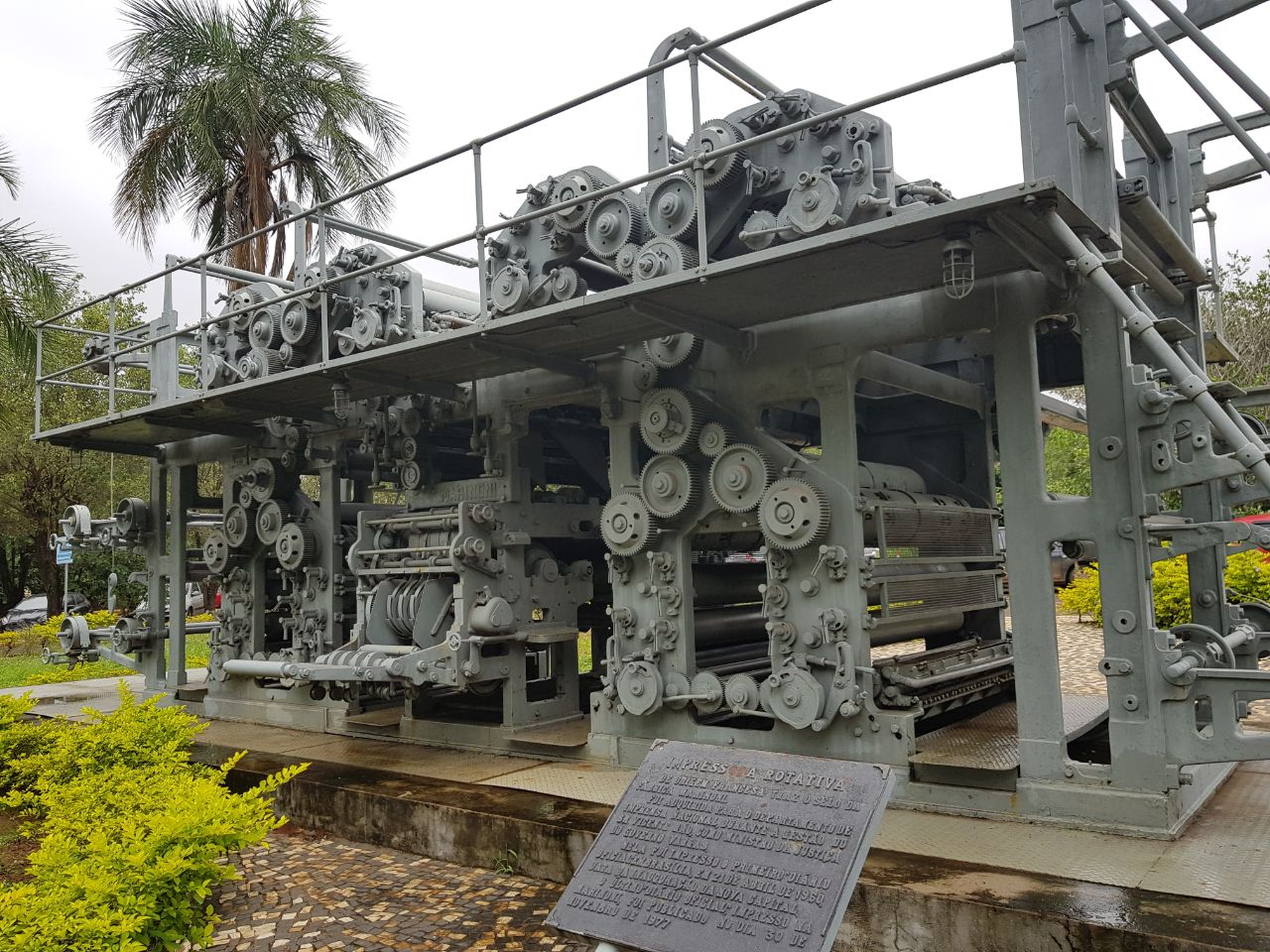
Máquina rotativa preservada e exposta ao público no Museu da Imprensa Nacional

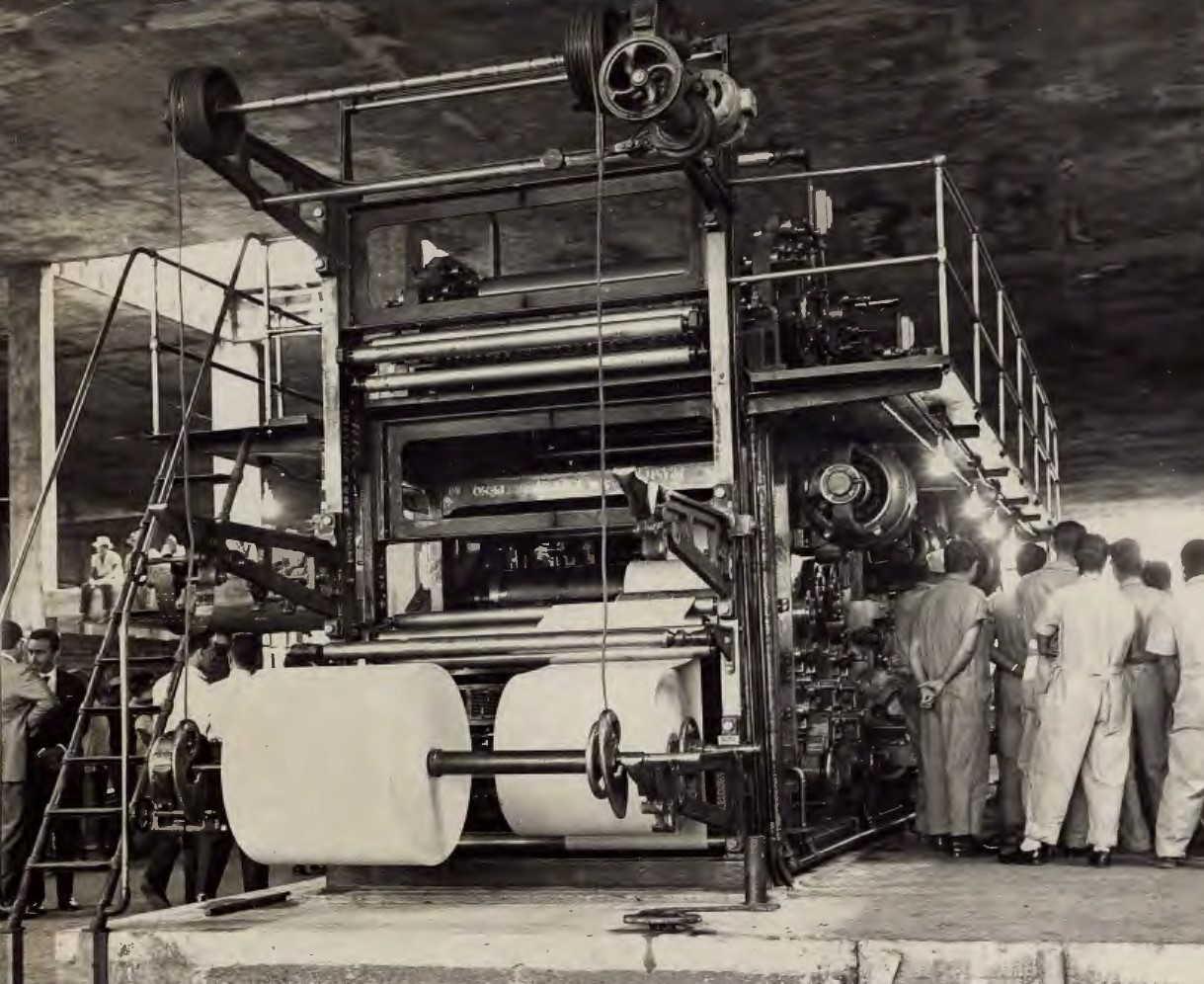
A mesma impressora em funcionamento na época da inauguração de Brasília (Acervo Arquivo Nacional)

Foi inaugurado em 13 de maio de 1982.

## Acervos
Possui uma área 680 metros quadrados, e cerca de 600 peças e documentos raros.
Repousam nos jardins do museu, desde julho de 2001, os restos mortais de Hipólito José da Costa, patrono da imprensa brasileira. O jornalista fundou, em Londres, em 1° de junho de 1808, o jornal Correio Braziliense ou Armazém Literário, que circulou até dezembro de 1822.

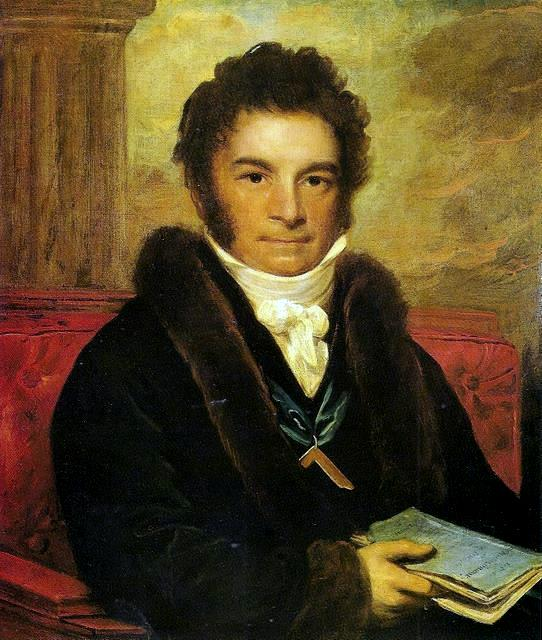
Retrato de Hipólito José da Costa, o patrono da imprensa brasileira

Na área externa do museu está a impressora Vicente Ráo, responsável por imprimir o primeiro exemplar do Diário Oficial em Brasília no ano de 1960. Em sua parte interna encontra-se o monotipo da funcionária pública Joana França Stockmeyer, primeira mulher a trabalhar no serviço público brasileiro.
O destaque do museu é a máquina de impressão inglesa, fabricada em 1833, onde trabalhou o escritor Machado de Assis, quando aprendiz de tipógrafo na Imprensa Nacional, de 1856 a 1858.
O museu também possui em seu acervo o primeiro clichê feito no Brasil. Trata-se do desenho da primeira planta da então cidade de São Sebastião do Rio de Janeiro, feita de cobre. Entre as peças destaques, está o Diário Oficial de 14 de maio de 1888, documento que contém a publicação da Lei n° 3.353 de 13 de maio de 1888, mais conhecida como Lei Áurea, que tornou extinta a escravidão.
Anualmente, promove-se no museu o Concurso Museu da Imprensa de Desenho, Redação, Poesia e Monografia.